# PLOS Computational Biology
PLOS Computational Biology (do 2012 r. PLoS Computational Biology) – recenzowane czasopismo naukowe, publikujące na zasadach wolnej licencji prace naukowe z dziedziny biologii ze szczególnym uwzględnieniem prac, które z użyciem metod obliczeniowych pogłębiają wiedzę na temat systemów żywych na każdym poziomie: od pojedynczych cząsteczek po komórki, od populacji do całych ekosystemów. Główna siedziba redakcji czasopisma mieści się w Stanach Zjednoczonych, a czasopismo publikowane jest w języku angielskim.
PLOS Computational Biology jest oficjalnym czasopismem International Society for Computational Biology, a wydawane jest przez organizację non-profit Public Library of Science (PLOS), która zajmuje się publikacją treści naukowych na zasadzie otwartego dostępu. Wszystkie treści w czasopiśmie publikowane są na licencji Creative Commons w wersji 2.5 z uznaniem autorstwa (CC-BY-2.5), oznaczanej skrótowo na stronie czasopisma jako CCAL. By pokryć wydatki związane z utrzymaniem czasopisma, w większości przypadków pobiera się opłaty od autorów artykułów.
Według ISI w roku 2007 impact factor czasopisma wyniósł 6,2.